# Astragalus kaleibarensis
Astragalus kaleibarensis es una especie de planta del género Astragalus, de la familia de las leguminosas, orden Fabales.

## Distribución
Astragalus kaleibarensis se distribuye por Irán.

## Taxonomía
Fue descrita científicamente por Podlech. Fue publicada en Taxon. Rev. Gen. Astragalus L. (Leguminosae) Old World 2: 1100 (2013).